# 女帝 SUPER QUEEN
『女帝 SUPER QUEEN』（じょてい スーパークイーン）は、倉科遼原作、和気一作作画による漫画である。芳文社発行の漫画雑誌「週刊漫画TIMES」に連載された。単行本は全24巻。後に刊行された愛蔵版や廉価版では、副題をつけずにタイトルを『女帝』としている。
本稿では、これを原作とした2001年公開の映画、ならびに2007年にテレビ朝日系列で放送されたテレビドラマについても併せてここで扱う。

## 概要
主人公・立花彩香がホステスとして様々な修羅場をくぐりぬけながら成長し、後に「銀座の女帝」と呼ばれるようになるまでの半生を描いた物語。「女帝シリーズ」の第1作。2000年に小沢真珠主演で映画化され、2007年には加藤ローサ主演でテレビドラマ化もされた。2011年には韓国でもテレビドラマ化されている。
原作者・倉科遼はそれまで男性を主人公とした作品を多く手がけていたが、「女性が描きたい!」という思いから始まったのが本作であり、それだけに思い入れが強いという。
本作終了後、掲載誌を日本文芸社発行の「週刊漫画ゴラク」に移して彩香の娘・明日香を主人公とした続編『女帝 花舞』が執筆され、番外編として『女帝 花舞 京ふたり』も執筆された。また、本作とストーリー上の繋がりはないが水商売の世界で「女帝」を目指していくホステスを主人公とした『女帝 薫子』（集英社「ビジネスジャンプ」連載）、『女帝 由奈』（小学館「女性セブン」連載、作画は黒川あづさ）も執筆されたことで、本作を含めこれらの作品群は「女帝シリーズ」という呼称が用いられるようになった。シリーズ累計は『由奈』が執筆された時点で250万部を突破している。
現在、あだちつよし作画によるシリーズ第5作『女帝NEO 美希』が携帯電話などの電子配信コミックとして配信されている。

## 主な登場人物
登場人物にほとんど振り仮名がふっておらず、珍しい苗字や名前も多いので読み方がはっきりしないものが多い。また原作とドラマとで設定が違う人物やドラマ未登場の人物も多い。時代設定は常に連載時であり正確には設定されていない。(数々のセリフから彩香18歳の時点では96年からスタートしているのだが、天安門事件での進藤の年齢が合わず、香港返還も2010年になってしまい、花舞最終回で2040年になってしまう)。

### 主人公
立花 彩香→進藤 彩香
この物語の主人公。熊本で母・麻里子と母一人子一人の貧しい暮らしをしながら、麻里子が営むスナック「火の国」を学業の傍ら手伝っていた。高校時代は成績優秀で生徒会の副会長だったが、病で倒れた母を支えるために高校を中退し、店を継ぐことを決意。その直後、謙一が引き起こした不祥事の濡れ衣を着せられた上、謙蔵が金で事件を揉み消そうとしたのを拒否したことにより、麻里子が売ることを拒み続けた店も強引に潰される。さらに麻里子までも亡くなってしまい天涯孤独となるが、遺された麻里子の手紙から実の父が生きていることを知る。こうして自分たち母娘を捨てた尾上への復讐と、自分たちの人生を金と権力を振りかざして踏みにじった人々を見返すため、女を武器に男たちの上に君臨する女帝になることを決意して、単身大阪に出る。ミナミのクラブ「エレガンス」のホステスになり、そこで知り合った「ミナミの妖怪」と呼ばれる実業家・美濃村に見出され、女帝への一歩を踏み出すことになる。さらに女帝への道を歩むため、美濃村の勧めで上京。銀座ではクラブ「アマン」を経て、クラブ「佐和」のNo.1ホステスとなる。そして数々の試練を乗り越え、大阪時代から女帝への道を陰日なたで支えてきた直人をはじめ、佐和などの尽力もあり、ついに念願だった自分の店・クラブ「彩香」を開店させてママとなる。その後進藤と結婚、年を取ったホステスがリタイアした後の生活に役立つようにと、小料理屋「立花」を作ったり伊豆の老舗旅館を買い取り仲居として働かせるプランを考えていた。なお、主人公・立花彩香のモデルとなった女性は、現在は生まれ故郷の熊本県で実業家として活躍している。

### 主人公の関係者
伊達 直人
彩香を支える運命の男。原作漫画とドラマでは設定が全く異なる。大阪の暴力団(原作では菱和会傘下「室戸組」、ドラマ版では「銀龍会」)のヤクザで、女をナンパして売り飛ばす人身売買のような仕事をしていた。彩香に近付き、最初はいつも通り金を引き出させようとするが、純粋で一本気の性格と「女帝になる」という意思の強さに次第に惹かれ、彼女の夢を応援するとともに自分も極道界の頂点に立つ事を誓う。
原作では、対立する組長を射殺し逮捕。5年後出所しナミ興産の専務として現れる。銀座に新クラブ設立し彩香をママとしてスカウトしに現れる。その後、昌代に刺されたり、菱和会の若頭権藤の関東の大翔組をも巻き込んだ陰謀で暗殺されそうになるが、改心した薫と彩香の機転によって陰謀が明るみに出て、権藤を倒し、菱和会の新会長となり、大翔組と円満に手打ちをする。
ドラマ版では彩香を救うために銀龍会から追われる立場となり、大阪を離れてヤクザの世界から脚を洗う。銀座で佐和に拾われ、クラブ「佐和」の黒服として再スタートする。時には厳しく、また時には優しく、様々な場面で女帝を目指す彩香を助け、支える。だが、クラブ「佐和」の黒服となった頃から脳腫瘍に侵されており、彩香を悲しませないようにわざと冷たく接していた。その後、尾上が記者会見で彩香の父親だと名乗りを上げたのを見届けて黒服を辞めた。最期の死に場所として選んだ下田の貸し別荘で、残されたわずかな時間を彩香と過ごすが、彩香が娘・明日香を身ごもったのと入れ替わるかのように死を迎える。キレると大阪弁になるという癖がある。原作の進藤英二の役柄も兼ねている。
北條 梨奈→杉野 梨奈
彩香の高校時代の同級生で、貧乏ながらも才色兼備な彩香を当時から見下し、敵視している。父は民生党の代議士・北條照盛。政略結婚した謙一を総理大臣にして、自分がファーストレディになるという青写真を持つ。様々な場面で彩香を執拗なまでに罵り、嫌がらせをする。薫に倒産した父の建設会社を救うとけしかけたり、尾上が保証人となって、クラブ「彩香」の開店資金を不正融資をしているというスキャンダルを民主新生党の議員・袴田に体を売ってまででっち上げさせたりと、彩香を陥れるためにはいかなる手段も選ばず、男を利用し寝ることすら躊躇わない。傲慢かつ冷酷な性格であるが、謙一に対しての愛情は本物で、彩香に対して全ての面で負けたと悟った時は離婚しようと弱気になったが、彩香が仲裁に入った事で謙一とやり直すことにした。原作では自分が政界の『女帝』に君臨する事をもくろんでいた。
また彩香に対しては、生まれと境遇以外では負けている事を苦労知らずのお嬢様である梨奈自身が一番分かっていたので、その反動から過剰に敵視していた。また謙一らからは、男なら政治家を目指せるほどの度量がある半面、勝気すぎると評されていた。
父親から金銭・精神両面において溺愛されて育ったせいか、親離れ・子離れができない面があり謙一との息子・謙司に異常ともいえるほど偏愛している。
杉野 謙一
彩香の高校時代の同級生で生徒会長をしていた。大手建築会社を営む熊本の名士・謙蔵を父親に持つ。高校時代は彩香のボーイフレンドであり、彼女に対して恋心を抱いていた。高校中退を決意し、自分の元から離れようとする彩香を引きとめるために無理矢理求めるも、二人の同級生でもある梨奈に目撃された上、父親にも知られるところとなり、彩香から誘惑されたと濡れ衣を着せて彼女を傷つけた。その後、梨奈と政略結婚させられ、上京後は尾上の秘書を務めている。結婚後も彩香への想いをずっと忘れられずにいる謙一に彩香の影を感じた梨奈からは常に尻に敷かれ、義父・照盛には利用される優柔不断で情けない男だった。しかしその後、彩香に何度も活をいれられる度、段々と政治家としての自覚を持つようになる。作中一番人間臭い成長を見せてくれる人物である。

### スナック「火の国」
彩香の実家であり、高校時代によく手伝いをしていた母の店。熊本にあったが、北條・杉野による悪質な地上げと麻里子自身の死去により店は取り壊された。
立花麻里子
店のママ。気風のいい中年女性。若い頃は佐和の元で働いており、そこで若き日の尾上と恋に落ちる。身籠っていたが尾上の将来のために身を引き、熊本で女手一つで育児を行う。
末期癌により死去。最後まで彩香が自分と同じ水商売の世界に落ちず、大学を出て真っ当な就職・結婚をすることを願い続けた。

### スナック「麻里子」
彩香が中退後に初めて勤務したスナック。十三のごく一般的な小さい店。彩香が母と同じ名前である店名に惹かれて看板を見つめていたところに声をかけ、入店のきっかけとなる。
西崎麻里子
店のママ。恰幅の良い中年女性。伊達が暴力団組員であることを見抜いて彩香の身を案じて交際に強く反対するなど、面倒見の良い性格。彩香からは「大阪のお母さん」と呼び慕われており、本人も亡くなった娘の姿と重ねて彩香と接している。
後に店の常連客だった斎藤との結婚が決まり、伊達に彩香を託して水商売の世界から出ていく。その後も美濃村の葬儀などの大阪近辺の出来事では姿を見せる。

### クラブ「エレガンス」
伊達の紹介で勤務したクラブ。宗右衛門町の高級クラブで、ミナミで5本の指に入るとされる。大阪内のホステスの間ではキタへ行く前のエリートコースのひとつとしてあげられる。
藤本 美奈
店のママ。色気のある中年女性で、物腰は柔らかだが才能を見抜く目は非常に鋭く、実力を見るために彩香と麗子をあえて同席させ競わせるなど過激な面もある。
自身も貧しい生まれのため、面接を兼ねた接待パーティーで梨奈に啖呵を切った彩香の心意気を高く買っている。店の売り上げへの懸念があり、東京進出への承諾は渋ったが最終的には快く送り出してくれた。
美樹
彩香にとっては唯一気を許せる生涯の大親友。常に彩香と共に移籍を続けていたが、不倫相手の妻による刃傷沙汰や昌代の嫌味をきっかけに自分を見つめ直すため、佐和を最後に彩香の元を離れ新宿のショーパブ綺羅羅へ移籍する。
義父にレイプされた経験や結婚を約束した男性から裏切られるなど凄惨な過去があるが、気丈で明るい女性。 岡山の出身で東京進出後も方言の矯正は行わなかった。
麗子
派手な美人で、ナンバーワン。自分の邪魔になりそうなホステスを相手に店内いじめを行っていたが、彩香の強気な態度や成績に焦りを感じ客を寝取る行為に出るようになり、密かにキタへの移籍を考えていた。その事を知った彩香が自身の客を奪い、件の客へ営業電話をかけた際。電話で彩香から移籍話を寝物語に聞いた事を明かされ、言い争いとなり追われるようにエレガンスを去り、キタで3本の指に入るクラブ御堂筋へと移籍する。
移籍後も天神会の梅津の情婦となり嫌がらせを行うが、篠原の登場で失敗に終わる。最後は薬漬けになり、自力で彩香に硫酸をかけようとするが返り討ちにあい入院。水商売の世界から消える。

### クラブ「アマン」
美濃村の紹介で勤務したクラブ。銀座の高級クラブで、明言はされていないが弘美が佐和の愛弟子であり、美濃村が東京で最も利用するクラブであることから相当の敷居であることがうかがえる。
江川 弘美
店のママ。洗練された中年女性だが、実年齢よりも非常に若く見える。彩香の母である麻里子とは旧知の仲。
義理難い人物で、従業員の裏切りで経営難に陥った佐和に彩香を移籍させることを快諾する。
工藤 薫
梨奈の大学の同級生で、父親は北海道で最大手のリゾート開発会社社長。登場時はアルバイトのため本業を馬鹿にしている節があったが、父の会社の倒産がきっかけでクラブ『薫』を開店、ママとなり水商売を本業とする。
文学部の出身で大沢に憧れていたが、彩香の客であることに嫉妬し、梨奈の煽りもあって彩香を敵視するようになる。パトロンが逮捕されたことによって経営不振となり閉店へ追い込まれ、佐和に拾われるも開業資金を稼ぐために客の話にのり株に手を出して莫大な借金を抱えることとなる。返済のためソープに落ちることになるが、その後は再び彩香の前に現れ小料理屋に放火するなどの凶行に出る。最終的には強大なバックボーンが彩香にあることを知り、手を引く。
原作とドラマ版で役柄が大きく異なる人物の一人で、ドラマ版では原作の昌代の要素を担っている。

### クラブ「佐和」
進藤の頼みで移籍したクラブ。銀座の老舗クラブで、客層は政財界の大物が多い。官僚たちが銀座遊びを自粛する風潮の煽りを受け、従業員の裏切りを受けたことでママひとり黒服ひとりの窮地に陥る。
藤村 佐和
店のママ。恰幅のいい老女。銀座では伝説の女帝とされ、彩香にとってホステスとしての育ての親となる。弘美と同じく麻里子とは旧知の仲であり、彩香の出生の秘密を知っていた。
生粋の銀座の女で、銀座の灯りが消えることは日本が沈没することと同義だとすら考えている。麻里子を娘のようにかわいがっていたこともあり、その実の娘である彩香をやはり娘や孫のように思い、引退を決意した後は彩香に自分の大切な着物を託した。
原作では末期癌により佐和の閉店挨拶中に倒れ、その後71歳で死去。ドラマ版では亡くなっていない。
進藤 英二
店長兼黒服。元々は会社員だったが、社長の使い込みにより倒産。行く当てもなく無銭飲食をし、リンチにあっていたところを佐和に救われる。
黒服としては超一流で、進藤目当てで通う客すらいる。また人脈も広い。彩香と一緒に仕事をするうちに彩香に思いを寄せ、佐和は進藤の気持ちを見抜いており「苦しい恋愛になる」と指摘されていた、佐和の死後一度思いを断ち切るため店を離れるが、彩香と相思相愛になり店に戻り結婚。彩香が妊娠しなにもかもが順風満帆だと思った矢先に間、医師から脳腫瘍で余命がないことを告げられる。産まれてくる子供に『明日香』と命名した。また亡くなった日は明日香が産まれた日と同日である。ドラマではキャスティング等の関係から伊達直人が進藤の役どころを兼ねている。
松本 昌代
小太りでどこか垢ぬけない女性。聞き上手にしても極端すぎると懸念されるほど、受け身の姿勢。元々はスッポン通りのクラブ『カサブランカ』のナンバーワンだったが、スカウトマンの噂を聞いた佐和の思惑により進藤が引き抜いた。
同情を引くために表向きは古いアパートに住み、不幸な嘘の身の上話を並べ立てている。実際は億ション住まいで客の秘密を握ったうえで脅迫を行ったり、他のホステスの客を寝取るといった卑劣な手段を使っている。のちにそれが判明し、『佐和』のホステス達から責められていた。その直後、彩香を自身のマンションに誘い、自身が開く店のホステスにならないかと誘うが断られた。
後にクラブ『蘭』を開店。それまでは客の懐具合を見て来店させるだけだったが、開店後は雇ったホステスを使い肉体関係を持って客の秘密を探り出し、恐喝していたことが発覚。彩香は直人の協力を得て、昌代の握っている証拠を奪う。自分に接近する目的が隠し部屋に保管した恐喝ファイルだということを知った昌代は直人を刺し、逆に直人を守ろうとした愛人の明美に刺されて死ぬ。刺殺されたときの年齢は47歳だった。ドラマ版は未登場。
小島 リエ
本名は坂本リエ。色気のある気風の良い派手な女性で魔女や姉御など様々な異名を持ち店を転々としているが、客からも従業員からも人気は高い。彩香にとっても姉のような存在となる。
仕事は遊びの延長で楽しむものであるとし、銀座では佐和も一目置いているトップクラスのホステス。面倒見がよく銀座の女としてのプライドを持っていることから彩香の素人臭さを取り払う教育係として採用される。佐和と同じく銀座の灯りが消えることを懸念しており、彩香をトップとして通用する女にすることを目標としている。
のちに杉野と関係を持つが、梨奈が杉野の子供を身ごもった事をきっかけに破局。向島生まれの生粋の江戸っ子。

### 客
美濃村達吉
様々な事業を行っている実業家で、エレガンスからの客。ミナミ一帯に多くの不動産を有していることから「ミナミの帝王」と呼ばれる一方で狒狒に似た醜い容貌から「ミナミの妖怪」とも揶揄されている。和歌山の極貧農家出身。
複雑な生い立ちから人間不信の気難しい性格をしており、贔屓の店やホステスは持たない主義だった。しかし、彩香の客とホステスではなく人間と人間の一対一の付き合いをしたいという信念や「愛人としてではなく、自分を本物のホステスに育て上げてほしい」という姿勢を気に入り、その後も積極的にバックアップを行う。彩香にとっては客目線での良き相談相手であり、女帝への道を切り開いてくれた大恩人でもある。処女は捧げているが愛人契約を断っていることから、無理に肉体関係を持つ必要はないとしているが大阪にいる間は関係を持ち続けた。
水商売から麗子が退いた後、彩香が名実ともにナンバーワンになったもののこのままでいいのかと悩んでいる事を見抜き、「彩香 銀座へ行け!!」と東京進出を勧めた。それをきっかけに彩香との関係を断ち切り、自分との関係を伏せただの客として振舞うなどの配慮をする。
末期癌で死去。将来、彩香が自分で店を持つときのために多額の遺産を小切手で残す。ドラマ版では遺産は受け取っていない。
大沢 謙吾
大人気の流行作家で、エレガンスからの客。初心を取り戻すきっかけをくれた彩香に好意を持ち、彩香自身も自分の生い立ちや女帝を目指す理由を話すなど心の支えとして深く信頼を置いている人物。
東京在住ということもあって東京進出後のサポートをしていたが、自身の原点を見直すためにアメリカへ活動拠点を移す。後に彩香を題材とした『女帝』を執筆。女帝外伝で肺癌により死去。
上田
小説TOKYOの編集長で、エレガンスからの客。当初は大沢に意見する彩香を生意気だと考えていたが、実力を認めてからは出版社という立場を活かして良客となる。
藤田 紀良
新進気鋭のインターネット会社社長で、エレガンスからの客。思惑があり、部下にわざと高級クラブで値引き交渉をさせ接待用の店を探していた。
信頼のおける人物で麗子の色仕掛けにも惑わされず、彩香に注意を呼び掛けた。東京進出後も本社の移転をきっかけに常連として通い続ける。
篠原 徳治
京都の暴力団・五条烏丸会若頭で、エレガンス時代の客。物腰はやわらかいが非常に貫禄のある人物で、立場も相まって関西圏のヤクザ達に顔がきく。
実母が発作を起こしたところを彩香と美樹が助け、その礼をするために店を訪れたところで麗子の差し向けたヤクザに対して啖呵をきる彩香の姿にほれ込み、その後もバックアップを行う。
菱和会と大翔組との抗争では彩香の頼みもあり仲介役を引き受けた。その後全てが終わったと死去する。大翔とは五分の盃を交わした兄弟。
大翔 辰紘
関東最大の暴力団・大翔組若頭で、佐和時代の客。後に父親の跡を継ぎ組長を襲名。ヤクザには見えない会社員のような風貌。男女ひとりずつの子を持つが、差別された自身の境遇から極道の家に生んでしまったことを悪く思っている。
初恋の女性に似ている彩香に心を動かされ客となるが、男女の関係となることは望んでいない。自分が極道であるせいで彩香に良からぬ噂が立ったことを猛省し、陰からバックアップをする。
篠原とは五分の盃を交わした兄弟。少年時代の夢はパイロット。
吉川 拓也
京都西陣で有名な吉川呉服の御曹司で、佐和時代の客。梨奈と謙一の結婚式のスピーチのために熊本を訪れた際、墓参りで帰省していた彩香と偶然知り合うなど縁の深い人物。
自分の手で女性を育て上げることを趣味としており、初登場時も所謂「あちらのお客様から」を行うなどシネマチックな言動が目立つ。
彩香に惚れ込んで女性関係を清算しようとするが、そのことが原因で加茂組の人間とトラブルになる。最終的には篠原が仲介に入り、自分の子を身ごもった女性と一緒になることを決意する。

### その他
嶋田 恵子
大学教授。フェミニズム論の第一人者であり、梨奈が彩香を侮辱するためだけに店に連れてきた。
水商売や風俗業を軽蔑していたが、彩香の反論で学究的な世界のみを見ていた自分を恥じ謝罪のために店に訪れる。以後はプライベートでも交流を持つ。
大林
銀座で50年以上も遊び歩いている粋人。元は成城の大地主の子息だったが、家業をつぶし、土地を手放し、画家として生活をしている。銀座に精通し、要所で重要な役割を担う情報屋の立ち位置として描かれている。
津山
湯島でバー・グラントを経営するマスター。銀座で50年以上すごし、親交のある大林と並び生き字引と称される。裏方としての銀座に精通し、彩香が成長するためのアドバイスを行う。
大翔 賢吾
辰紘の実子。最初は父親同様ヤクザになることに反発しミュージシャンを目指していたが、彩香と出会ったことで、大勢の組員を率いて責任をとる親の姿を見つめさせられ、稼業として父親を継ごうと決心する。三代目として認められようと焦り、菱和会内部の陰謀に巻き込まれて直人を撃つためのヒットマンに名乗り出るが、すんでのところで陰謀が発覚したため、直人とともに抗争の終結のために動くこととなる。ドラマ版は未登場。
早乙女みどり
元演歌歌手。芸能界を引退し銀座のクラブ経営に乗り出す。それまでの高級で高いとされた銀座のクラブのイメージを一新するため格安料金のクラブ『碧』をオープン。元・芸能人である自分の名前を利用し、容姿端麗の女性を「芸能人になれる」という嘘のエサをぶら下げてスカウトし、彼女達を銀座の各クラブに入店させ常連客の引き抜き工作を行うなど精力的に動いたが経営は行き詰る。最後は暴力団同士の抗争に巻き込まれ流れ弾に当たり死亡する。ドラマ版は未登場。
明美
伊達直人の愛人。直人がママとして雇おうとした彩香へのスカウトに失敗後、新しく雇ったママ。
のちに昌代を殺害。出所後伊達と結婚する。ドラマ版は未登場。
沙也
クラブ「彩香」時代に入る若いホステス。その頃銀座の街は“碧”というクラブの存在で混乱に陥っていく中、他のホステスと客の取り合いでトラブルを起こす。
彩香が沙也を早乙女の送った刺客と勘違いしたことなどもあり一度退店。その後彩香の謝罪もあり復帰。後に大翔賢吾と結婚する。ドラマ版は未登場。
杉野 謙造
謙一の父親。熊本で大手建築会社を営む熊本の名士であり権力者。謙一が高校時代に彩香に対して起こした不祥事(謙一の項参照)を彩香に口止め料を渡して揉み消そうとするが、即座に彩香から叩き返され面目を潰される。
それが契機となり、以前から地上げをしようと画策していた麻里子の店を強引に潰してしまう。
北條 照盛
梨奈の父。民生党の代議士で国務大臣。尾上が総理大臣となる際、大臣のポストを狙い、自分が計画した彩香と尾上の密会現場を盗撮させ、その写真をネタに脅迫して、尾上政権の外務大臣となる。
しかし彩香の逆襲でほどなく辞任し、政界引退に追い込まれる。原作は、民力党を離党し政新党を結成して出ていく。ドラマ版では梨菜がでっち上げた尾上の不正融資スキャンダルをきっかけに政界復帰を目論むが、後述の尾上の項の通り頓挫し、自分と梨菜の敗北を悟る。
袴田 吉蔵
野党・民主新生党の議員。照盛の知人。梨奈が謙一と仮面夫婦状態のときに一時期関係を持つ。梨奈が企んだクラブ「彩香」の開店妨害と尾上首相を失脚させ、父・照盛を政界復帰させようという陰謀に対して、国会議員という立場を利用し加担する。
クラブ「彩香」への開店資金は尾上首相による銀行からの不正融資だと国会で主張し、尾上と彩香を窮地に追い込む。
尾上雄一郎
彩香の父。20年前、「佐和」のホステスだった麻里子と恋におち、その時彼女が身ごもった子が彩香であった。ドラマでは民生党幹事長から内閣総理大臣となる。国民的人気があり、清廉潔白な人格者である。
彩香とは「佐和」で初対面するが、彩香は自分たち母娘を捨てたことをずっと恨んでおり、尾上に復讐するつもりだった。しかし尾上から麻里子を真剣に愛していたこと、尾上の将来を案じて麻里子から身を引いたことを聞かされ、彩香は父への恨みを捨てた。
やがて麻里子との約束で、彩香の前では父だということを名乗り出るのを控えていたことを彩香に明かし、彼女と和解。梨奈と民主新生党の議員・袴田の陰謀で、クラブ「彩香」への開店資金（原作では伊豆の高級旅館）の保証人に名前が持っていたため不正融資であるというスキャンダルをでっち上げられるが、記者会見で彩香が実の娘であることも含めて全てを告白し、世論の大きな支持を得て、自らと彩香の窮地を脱する。
なお、彼の妻子には、もう一人の実の娘である彩香のことを会見前日に全て話している。原作では二度総理に就任しており一度目は選挙の敗北による政権交代で退陣、その後政権を再奪取し総理に再就任している。
『女帝花舞』では登場していないが、脱アメリカを志したためアメリカの陰謀によって消されたと謙一が話している。
塚原
薫に雇われた結婚詐欺師で幸枝を引っかけようとする。詐欺の最終段階で小料理屋に放火したところを伊達に見つかり薫の指示でやったと白状。警察沙汰にしない代わりに銀座を追放される。
そのことから伊達を逆恨みし同じく大翔組に恨みを持つ早瀬と共謀、菱和会と大翔組を抗争で争わせようと裏で暗躍するが改心した薫の活躍などで事が露見する。ドラマ版では大翔組の組員という設定が加わり、原作同様に結婚詐欺をして美樹が引っ掛かり、塚原の本性を悟った美樹は自殺未遂に追い込まれる。美樹の自殺未遂に心を痛めた彩香が単身で塚原たちの事務所に乗り込んで詐欺を止めさせるべく糾弾した際、そこに大翔が現れて塚原の処分が言い渡される。大翔は塚原が女性を騙して金銭を巻き上げる事で組の看板が汚れるのを嫌ったのと、自分の身代わりに彩香が狙撃された事への落とし前をつける意味も込めていた。
進藤明日香
原作では、進藤英二と立花彩香の子供。ドラマ版では、伊達直人と立花彩香の子供。
続編「女帝花舞」の主人公。2月8日生まれ。湯島で福島の郷土料理屋をかつて経営した安西善意(彩香にとっては育ての親)からは彼女が亡くなるまでに孫同然に可愛がられ、いつも一緒にいる時間が多かった。母・彩香に反発して高校を中退、家出同然で京都へ行き、伊達直人の紹介で憧れだった祇園の舞妓の世界で、「花街の女帝」となることを目指す。
清田 弘和
東京ジャガーズのプロ野球選手。クラブ「彩香」にほろ酔いで来店しいきなり全員にドンペリをふるまった。
実は暴力団による美人局から極度のスランプに陥っていたが、彩香が伊達に相談したことで無事解決する。ドラマ版は未登場。
早瀬
建設会社の御曹司で「彩香」の常連。「彩香」のホステス・由紀と付き合っていたが、実は他店の多くのホステスとも付き合っていた。それを知った由紀が自殺し早瀬は葬儀に参列するが、自殺の原因が早瀬にある事を知っていた賢吾にその場で殴られる。
賢吾を逆恨みし伊達に恨みを持つ塚原と共謀、菱和会と大翔組を抗争で争わせようと裏で暗躍するが失敗に終わる。ドラマ版は未登場。

## 映画
原作と同じく『女帝 SUPER QUEEN』のタイトルで映画化。2001年2月24日に劇場公開された。

### キャスト
- 立花彩香 - 小沢真珠
- 伊達直人 - 高知東生
- 麻生麗子 - 川嶋朋子
- 「エレガンス」のママ - 南麻衣子
- 「エレガンス」のホステス - 島田沙羅
- 北条梨奈 - 宮澤美保
- 斎藤美咲 - 細田睦包
- 直人の弟分 - 薬師寺保栄
- 杉野謙一 - 高嶋秀年
- 「エレガンス」の店長 - 大森うたえもん
- 順子ママ - 田村順子
- 直人たちのターゲット - 山口剛
- 麗子の男 - 上野淳
- チンピラ - 佐和タカシ
- 彩香を襲うチンピラ - 田口洋
- スナック「麻里子」の常連客 - 宮川大助
- スナック「麻里子」のママ - 宮川花子
- 杉野謙造（謙一の父親） - 片桐竜次
- 篠原徳治（五条烏丸会若頭） - 菅田俊
- 美濃村達吉（ミナミの妖怪） - ミッキー・カーチス
- 立花まりこ（彩香の母） - 多岐川裕美

### スタッフ
- スーパーバイザー - 田村順子 （劇中にカメオ出演している）
- 製作総指揮 - 矢野生男
- 製作 - 中坊進二
- プロデュース - 岡田晃知、半沢浩
- 脚本 - 吉本昌弘
- 監督 - 金澤克次
- 音楽 - 野島健太郎
- ガンエフェクト - 栩野幸知
- 製作 - メガストーンエンタテインメント
- 製作協力 - 株式会社ニューコンセプト、フィルム・シティ、ウエディングライフサービス
- 配給 - ムービーテレビジョン

## 2007年のテレビドラマ
『女帝』（じょてい）の番組タイトルで、2007年7月13日から9月14日まで、ABC・テレビ朝日の共同制作により、テレビ朝日系列で毎週金曜日21:00 - 21:54にの連続テレビドラマ作品として放送された。
劇中ナレーションは大森章督が担当している。原作とドラマでは登場人物の設定、ストーリーの展開などで大きく異なっている部分が多い。
加藤ローサは本作が連続ドラマ初主演となった。また、映画版で主役だった小沢真珠も出演している。出演者の多くは『夜王』（TBS）、『黒い太陽』（テレビ朝日）、『銭華』（日本テレビ）と、水商売を題材としたドラマに出演した俳優で占められている。『夜王』と『銭花』は本作同様、倉科遼の同名漫画が原作である。

### ドラマ版の登場人物

#### 原作登場キャラクター
- 立花彩香 - 加藤ローサ
- 伊達直人 - 松田翔太
- 北條梨奈 - 酒井彩名
- 杉野謙一 - 斉藤祥太
- 杉野謙造 - 山下真司
- 北條照盛 - 森本レオ
- 袴田吉蔵 - 長谷川初範
- 尾上雄一郎 - 伊原剛志（特別出演）
- 塚原 - 森本亮治
- 立花麻里子 - かとうかず子

銀座・クラブ「佐和」
- 藤村佐和 - かたせ梨乃
- 美樹 - 前田愛

銀座・クラブ「アマン」
- 江川弘美 - 東ちづる（友情出演）
- 工藤薫 - 金子さやか

彩香の客
- 大沢謙吾 - 豊原功補（友情出演）
- 大翔辰紘 - 西村和彦

大阪・クラブ「エレガンス」
- 藤本美奈 - 中島知子（オセロ）
- 麗子 - 小沢真珠

エレガンスの客
- 美濃村達吉 - 泉谷しげる
- 篠原徳治 - 古谷一行

#### オリジナルキャラクター
香田譲司
演 - 吹越満
銀龍会若頭で、直人の大阪時代の兄貴分。凶暴な性格で、キレると麗子、直人、組事務所のダルマなどに、手当たりしだい八つ当たりする。
白鳥タクヤ
演 - 速水もこみち（第8話にゲスト出演）
新宿のホストクラブ「ゴージャス」のNo.1ホスト。夜王。元々チンピラで、直人の大阪時代のライバル。薫がタクヤに入れ込みホストクラブ通いをするようになり、その資金を稼ぐため、汚い手を使って自分の客を店に来させていることを知った彩香から、そのカラクリを打ち明けるように迫られる。クラブ「佐和」と銀座の街を想う彩香のまっすぐな性格とホステスとしての心意気に動かされ、薫が握った客の弱味が録音されたマイクロチップのありかを彩香に明かす。
竜崎茂樹
演 - デビット伊東
クラブ「佐和」が入っているビルを所有する竜崎商事二代目社長。梨奈の陰謀によって共謀関係になり、クラブ「佐和」を閉店に追い込もうと画策する。
エリ
演 - 滝沢沙織
クラブ「佐和」のホステス。派手でなおかつ色気ある風貌から「銀座の魔女」という異名を持つ。当初は彩香のホステスとしての才能を認める良き理解者であったが、直人が彩香を愛していることを知り、彼女への嫉妬心と敵意を次第に露にしていく。直人を一途に想い同棲までしていたが、直人が自分を愛していないことにも気付いていた。銀座で「女帝」という名の存在を響かせることと、直人と恋人関係を結ぶことを目的にしている彩香にとっては、最大のライバルとも言える存在。作中に彼女は「ホステスはライバルになれても、お友達にはなれないの」と言うが、これはエリ自身が彩香に対抗心を燃やす証として言った言葉からか、何時になく真剣な表情だった。彩香への対抗心は話が進むに連れ加速し、薫に襲われた彩香をかばって刺された直人が意識不明になった際も、「あなたのせいよ」と彩香に責任を押し付けるなど、彼女を押し退けて直人を自分だけの男にしようとしていた。しかし彩香は、親切にされた恩を忘れていなかったためかエリを陥れようとはしなかった。

### スタッフ
- 脚本 - 高山直也、旺季志ずか、吉田玲子
- 音楽 - 仲西匡
- 演出 - 小松隆志（MMJ）、片山修（テレビ朝日）、二宮浩行、田村直己（テレビ朝日）
- 主題歌 - ナナムジカ「彼方」（ワーナーミュージック・ジャパン）
- プロデューサー - 横地郁英（テレビ朝日）、奈良井正巳（ABC）、伊藤達哉（MMJ）
- 協力プロデューサー - 遠田孝一（MMJ）
- 選曲 - 石井和之（スポット）
- 技術プロデュース - 瀬戸井正俊（ビデオスタッフ）
- 美術プロデュース - 村上輝彦（テレビ朝日クリエイト）
- CG - 蟻坂歩美（ナイス・デー）
- 編集 - 白水孝幸（バウムレーベン）
- 車輌 - ランナーズ
- 方言指導 - 俳協
- スタジオ - 渋谷ビデオスタジオ
- 音楽協力 - テレビ朝日ミュージック、エー・ビー・シーメディアコム
- 制作 - ABC・テレビ朝日・MMJ

### 放送日程
| 章                                                                                | 話数   | 放送日        | サブタイトル                             | 脚本       | 演出     | 視聴率 | 視聴率 |
| 章                                                                                | 話数   | 放送日        | サブタイトル                             | 脚本       | 演出     | 関東   | 関西   |
| --------------------------------------------------------------------------------- | ------ | ------------- | ---------------------------------------- | ---------- | -------- | ------ | ------ |
| 第1章                                                                             | 第1話  | 2007年7月13日 | 銀座No.1ホステスVS復讐の女!!             | 旺季志ずか | 小松隆志 | 12.4%  | 15.9%  |
| 第1章                                                                             | 第2話  | 7月20日       | 復讐ホステスVS大金持ちの妖怪!!           | 旺季志ずか | 小松隆志 | 11.9%  | 17.2%  |
| 第1章                                                                             | 第3話  | 7月27日       | 銀座へ!! No.1ホステスVS超セレブ          | 旺季志ずか | 片山修   | 10.9%  | 16.6%  |
| 第1章                                                                             | 第4話  | 8月03日       | 女子大生No.1ホステス銀座対決!!           | 高山直也   | 片山修   | 10.7%  | 16.2%  |
| 第2章                                                                             | 第5話  | 8月10日       | 第2章!! 銀座No.1黒服VS復讐ホステスの罠…  | 旺季志ずか | 小松隆志 | 08.9%  |        |
| 第2章                                                                             | 第6話  | 8月17日       | 銀座No.1ホステス撃たれる!! 結婚サギの罠… | 高山直也   | 二宮浩行 | 09.4%  | 15.2%  |
| 第2章                                                                             | 第7話  | 8月24日       | No.1ホステス、父と復讐ベッドイン         | 旺季志ずか | 田村直己 | 11.5%  | 17.1%  |
| 第2章                                                                             | 第8話  | 8月31日       | No.1ホスト!! 夜王の謎                    | 吉田玲子   | 小松隆志 | 10.5%  | 17.6%  |
| 最終章                                                                            | 第9話  | 9月07日       | 最終章! No.1ホステス銀座追放!!           | 高山直也   | 二宮浩行 | 14.0%  | 18.9%  |
| 最終章                                                                            | 最終話 | 9月14日       | 首相辞任! 銀座No.1ホステス最期の戦い!!   | 旺季志ずか | 小松隆志 | 15.5%  | 20.5%  |
| 平均視聴率 11.6%（関東）、17.2%（関西）（視聴率は関東地区・ビデオリサーチ社調べ） |        |               |                                          |            |          |        |        |

- 視聴率は『家族〜妻の不在・夫の存在〜』同様に関西地区が高く、西高東低であった。また、最終回視聴率はこの枠では関西地区で初の20%越えとなった。関東地区では金9枠の開始以来、最終回で初の15%越えとなり、最高視聴率を記録した。

#### ＣＳ放送テレ朝チャンネル2での変更点
- 2016年11月21日から21時～21時50分、21時50分～22時40分の2話連続で放送。
- サブタイトルが多少変更されている。

| 放送回 | ＣＳ放送日     | ＣＳ放送のサブタイトル        | 備考 |
| ------ | -------------- | ----------------------------- | ---- |
| 第1話  | (欠番)         | (欠番)                        |      |
| 第2話  | 2016年11月21日 | 復讐のホステス、妖怪と寝る!?  |      |
| 第3話  | 2016年11月21日 | 銀座へ！ No.1ホステス最終決戦 |      |
| 第4話  | 2016年11月28日 | 女子大生No.1ホステスの罠      |      |
| 第5話  | 2016年11月28日 | 銀座の最高級クラブで復讐      |      |
| 第6話  | 2016年12月 5日 | No.1ホステス、撃たれる        |      |
| 第7話  | 2016年12月 5日 | 父と、復讐のベッドイン        |      |
| 第8話  | 2016年12月12日 | 新宿No.1ホストの秘密          |      |
| 第9話  | 2016年12月12日 | 最終章…妖怪と別れのベッド     |      |
| 最終話 | 2016年12月19日 | 銀座の頂点へ…最期の戦い       |      |

### 遅れネット局
- UTYテレビ山梨（TBS系列）：2007年10月22日から帯ドラマ枠でスタート。
- BBT富山テレビ（フジテレビ系列）：2008年6月27日から毎週金曜日深夜25:40 - 26:35でスタート。
- FBC福井放送（日本テレビ/テレビ朝日系列）：2008年2月19日から帯ドラマ枠でスタート。
- BSS山陰放送（TBS系列）：2007年12月13日から毎週木曜日深夜1:00 - 1:54でスタート（最終週は休止）。
- RKC高知放送（日本テレビ系列）：2008年2月22日から毎週金曜日16:00 - 16:54でスタート。
- MRT宮崎放送（TBS系列）：2007年11月6日から帯ドラマ枠でスタート。
- KIKU-TV（アメリカ・ハワイ州）：2007年12月2日から毎週日曜21:00に放送。全編英語字幕付き。

| 朝日放送・テレビ朝日をはじめとするテレビ朝日系列 金曜9時枠の連続ドラマ | 朝日放送・テレビ朝日をはじめとするテレビ朝日系列 金曜9時枠の連続ドラマ | 朝日放送・テレビ朝日をはじめとするテレビ朝日系列 金曜9時枠の連続ドラマ |
| 前番組                                                                 | 番組名                                                                 | 次番組                                                                 |
| ---------------------------------------------------------------------- | ---------------------------------------------------------------------- | ---------------------------------------------------------------------- |
| 生徒諸君! （2007.4.20 - 2007.6.22）                                    | 女帝 （2007.7.13 - 2007.9.14）                                         | オトコの子育て （2007.10.26 - 2007.12.14）                             |

## 2011年のテレビドラマ
2011年8月、倉科の公式サイトにて韓国でもテレビドラマ化されることが発表され、同年10月1日から12月24日まで、韓国Eチャンネル製作により、毎週土曜日23:00 - 23:50（KST）に放送された。主演はチャン・シニョン。

## 舞台
舞台「女帝」
2018年5月30日から6月3日にCBGKシブゲキ!!にて上演された。

### キャスト（舞台）
- 彩香 - 月船さらら[7]
- 渡邉翔
- 杉本有美
- 室龍規
- 風祭ゆき
- 江口ナオ
- 西条美咲
- 大竹一重
- 石井愃一
- 朝田将史
- 天野和菓子
- 安竜うらら
- 五十嵐剛
- 石井美佳
- 石川リサ
- 壱ノ木成
- 井上麗夢
- 神崎晴香
- 小梅
- 堺ゆう
- 櫻井晃平
- 杉山みき
- 芹沢佑
- 高槻実穂
- 辻捺々
- 濱岡志帆
- 原和秀
- 堀米慎
- 松尾明
- 横山絵里
- はらみか
- 黒瀬義明
- 山口篤司
- 桂茶がま
- 真人大樹
- 和田真理子
- 指宿豪

### スタッフ
- 原作 - 「女帝」（作 - 倉科遼 画 - 和気一作 日本文芸社）
- 製作総指揮 - 倉科遼
- 脚本・演出 - シライケイタ